# Grzegorz Musiał (fizyk)
Grzegorz Roman Musiał (ur. 22 stycznia 1955) – polski fizyk, doktor habilitowany nauk fizycznych, profesor nadzwyczajny Uniwersytetu im. Adama Mickiewicza w Poznaniu.

## Życiorys
Studia z fizyki ukończył na Wydziale Fizyki UAM. Stopień doktorski uzyskał w 1987, a habilitował się w 2004. Pracuje jako profesor nadzwyczajny w Zakładzie Fizyki Komputerowej Wydziału Fizyki UAM oraz jako kierownik i profesor Pracowni Demonstracji i Popularyzacji Fizyki tego wydziału. W pracy badawczej specjalizuje się w fizyce komputerowej. Jest wykładowcą i profesorem także w Wyższej Szkole Kultury Społecznej i Medialnej w Toruniu. Prowadzi zajęcia z systemów operacyjnych, MS Windows i UNIX/Linux, przetwarzania równoległego w środowisku rozproszonym, fizyki statystycznej, algorytmiki i metod numerycznych, obliczeń wektorowych i równoległych oraz z fizyki. Swoje prace publikował m.in. w "Physical Review E", "Computational Methods in Science and Technology" oraz "Journal of Low Temperature Physics". Jest członkiem Polskiego Towarzystwa Fizycznego oraz Akademickiego Klubu Obywatelskiego im. Prezydenta Lecha Kaczyńskiego w Poznaniu.
W latach 1989–2011 sprawował mandat radnego Osiedla Umultowo w Poznaniu.
W wyborach parlamentarnych w 2011 bez powodzenia ubiegał się w okręgu poznańskim o mandat poselski z ramienia Komitetu Wyborczego Prawa i Sprawiedliwości (otrzymał 806 głosów). Był członkiem Komitetu Inspirującego i Doradczego czterech Konferencji Smoleńskich, zajmujących się wyjaśnieniem przyczyn katastrofy polskiego Tu-154 w Smoleńsku.
Został członkiem zarządu Akademickiego Klubu Obywatelskiego im. Prezydenta Lecha Kaczyńskiego w Poznaniu.
Został odznaczony Srebrnym Krzyżem Zasługi (2014) przez prezydenta Bronisława Komorowskiego. W 2021 odznaczony Krzyżem Kawalerskim Orderu Odrodzenia Polski.